# Kanshaku dama no yōtsu
Kanshaku dama no yūtsu (かんしゃく玉のゆううつ?) è una serie di racconti manga shōjo scritti ed illustrati da Arina Tanemura, pubblicato successivamente in un unico volume nel 1998. 

## Trama
Protagonista di questa storia è l'energica e combattiva sedicenne Kajika, ultima discendente di un'importante famiglia ninja e custode di una potente arma segreta. Rimasta orfana sin da piccola, vive con il nonno, il quale è decisamente preoccupato per il futuro, in quanto teme che il loro casato cadrà, poiché la famiglia ninja rivale degli Yamato sta tramando qualcosa, tenendo anche segreta l'identità del primo ninja del quartiere. 
Kajika sembra invece non preoccuparsi più di tanto delle raccomandazioni del nonno, in quanto sicura che chiunque sia a mettere a rischio il suo futuro, saprà combatterlo e sconfiggerlo senza pietà. La ragazza è poi innamorata di Fujisaki, un suo compagno di scuola che è sempre gentile con tutti, soprattutto con la nostra protagonista. Ella si sforzerà in tutto di essere il più possibile femminile per piacergli. 
Ad accompagnare Kajika in quest'avventura c'è il suo amico di infanzia Yuuga, ragazzo timido e innamorato segretamente di lei, che le sta accanto da sempre e che la conforta in ogni situazione. Yuuga non vede di buon occhio Fujisaki, sospettando che dietro il suo atteggiamento così gentile nasconda in realtà qualcosa. Infatti non ha tutti i torti in quanto Fujisaki, si vuole avvicinare a Kajika solo per ottenere l'arma segreta della sua famiglia, in quanto primo ninja della famiglia Yamato... Un duello finale tra Kajika e Fujisaki, concluderà questo primo capitolo.
Nella seconda parte della storia si aggiunge alle avventure di Kajika, Fujiya la sorellina di Fujisaki, una ragazza del secondo anno, molto carina e che appartiene allo stesso club di Yuuga. La ragazza sembra molto in confidenza con Yuuga, questo fa sì che Kajika si accorga di essere gelosa del suo amico. 
Nel corso della storia Fujisaki e Yuuga decidono di sfidarsi a duello per una ragazza e quest'ultimo chiede aiuto al nonno di Fujika perché lo alleni, quando la ragazza ascolta questa richiesta, si convincerà che i due debbano combattere per far sì che Yuuga ottenga il permesso di Fujisaki per frequentare Fujiya, questo non fa che accrescere in lei la consapevolezza di ciò che prova per il suo amico d'infanzia. 
Però la vera ragione per cui i due ragazzi si vogliono sfidare a duello è in realtà Kajika, poiché nonostante Fujisaki si sia avvicinato inizialmente alla ragazza solo per interesse, si è alla fine innamorato realmente di lei, colpito dalla sua forza, ma anche dalla sua gentilezza.

## Personaggi
Kajika
Protagonista della vicenda, è una ragazza ninja davvero molto poco femminile che sa dimostrarsi non solo vivace, ma anche audace ed irritabile. Ha una cotta per Fujisaki.
Yuuga
amico del cuore di Kaijia, timido e romantico, è segretamente innamorato di lei.
Fujisaki
attraente, accogliente, tranquillo ed educato, ma in realtà si dimostrerà essere un lupo travestito da agnello.